# 法里德·蒙德拉貢
法里德·蒙德拉貢（西班牙語：Faryd Camilo Mondragón Alí，1971年6月21日—），是一名前哥倫比亞足球運動員；司職守門員，退役前效力於哥伦比亚足球甲级联赛的卡利體育會。蒙德拉貢生于哥伦比亚卡利，父亲哥伦比亚人，母亲黎巴嫩人。蒙德拉貢是哥倫比亞的著名門將，大賽經驗豐富，2014年世界杯足球賽以42歲高齡入選國家隊正選名單，2014年6月24日，蒙德拉贡上場打破了喀麦隆球员羅傑·米拉創造的年紀最大世界杯上場球員紀錄,该记录于2018年世界杯再次被埃萨姆·埃尔-哈达里打破。在2014年世界杯足球賽完結後，他正式宣布退役。

## 球會
- 卡利體育會 1990-1991
- 皇家卡塔赫那 1992
- 聖菲獨立 1992
- 波特諾山丘 1993
- 阿根廷青年 1993-1994
- 独立竞技俱乐部 1994-1995
- 聖菲獨立 1995
- 独立竞技俱乐部 1995-1998
- 皇家薩拉戈薩 1999
- 独立竞技俱乐部 1999-2000
- 梅斯足球俱乐部 2001
- 加拉塔萨雷 2001-2007
- 科隆足球俱樂部 2007-2010
- 費城聯 2011
- 卡利體育會 2012-2014

## 國際賽
蒙德拉貢於1993年首度在國際賽亮相；曾代表哥倫比亞參加了1994年世界杯足球賽及1998年世界杯足球賽，其中1998年為國家隊的主力門將；不過這兩屆哥倫比亞均未能從小組賽出線。
2014年世界杯足球賽，蒙德拉貢以42歲之齡；睽違16年再次參與了世界杯會內賽，並在哥倫比亞面對日本的比賽中，於3比1領先的狀況下替補上陣，以43歲又3天的年齡，成為世界盃史上最年長的出賽球員。

## 外部連結
- 法里德·蒙德拉貢在 National-Football-Teams.com 上的出场纪录
- 哥伦比亚门神打破记录 将成世界杯史上最老球员